# Acherkogelbahn

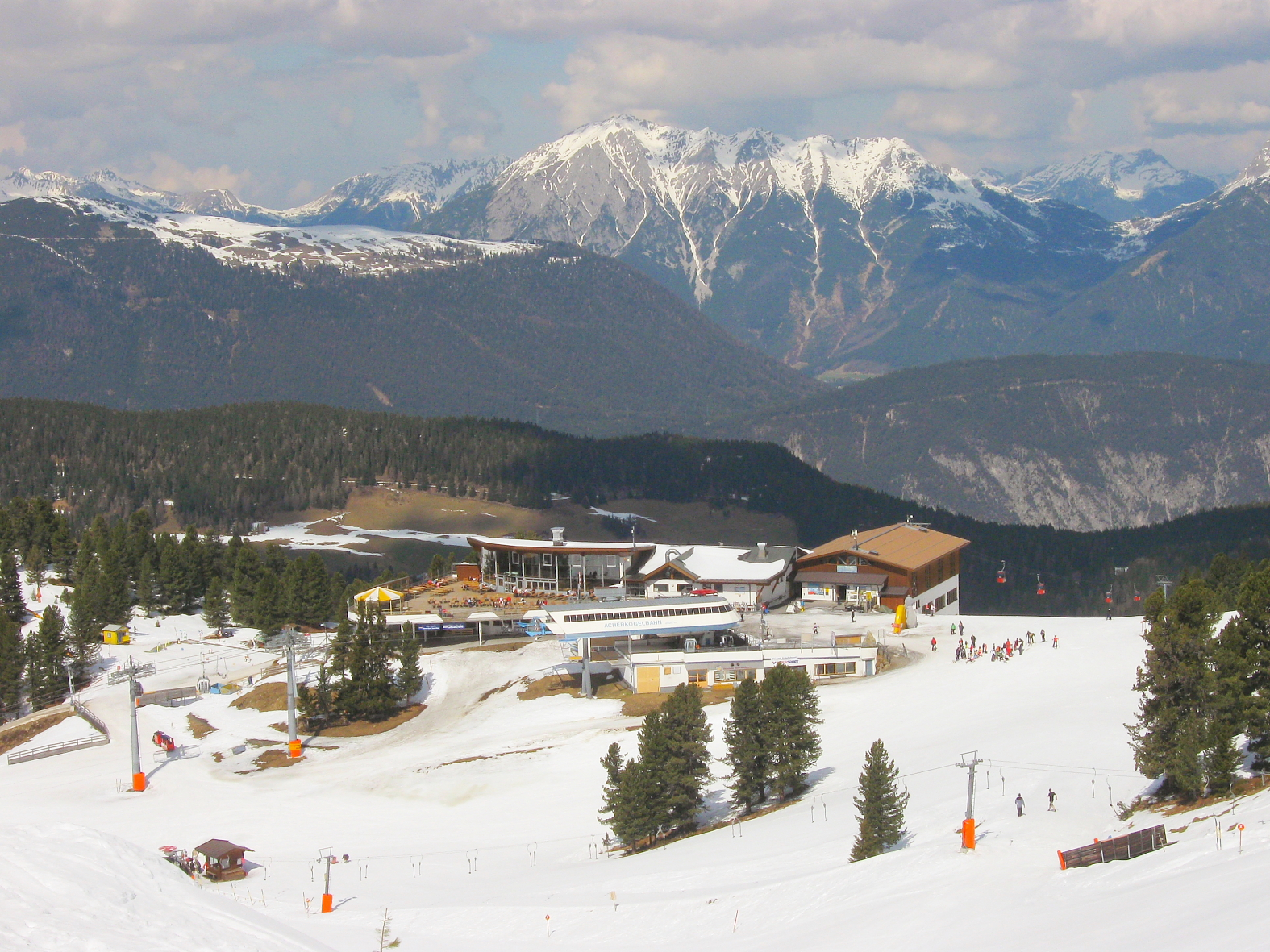
Die Bergstation der Acherkogelbahn (das Bauwerk im Vordergrund des Gebäudekomplexes)

Die Acherkogelbahn ist eine Gondelbahn in den Stubaier Alpen, die von der auf der Talsohle des Ötztales gelegenen Ortschaft Oetz in das Schigebiet Hochoetz hinaufführt. Die Bahn ist in der Sommer- und Wintersaison in Betrieb.

## Technische Daten
Bei der im Jahr 2000 errichteten Seilbahn handelt es sich um eine Einseilumlaufbahn, mit deren Kabinen je acht Personen befördert werden können. Die Talstation der Bahn befindet sich auf einer Höhe von 814 m ü. A., ihre Bergstation liegt 2023 m ü. A. hoch in der Nähe der Bergstation der Ochsengartenbahn. Über eine Mittelstation verfügt die Acherkogelbahn nicht. Die Strecke hat eine horizontale Länge von 2528 Metern, eine schräge Länge von 2831 Metern und überwindet einen Höhenunterschied von 1209 Metern bei einer mittleren Neigung von 47,8 % und einer maximalen Neigung von 86,0 %. Mit einer Geschwindigkeit von 6,0 m/s ergibt sich eine Fahrzeit von 8 Minuten und 40 Sekunden sowie eine maximale Förderleistung von 1800 Personen pro Stunde und eine Transportkapazität von 2176 Personenhöhenkilometern pro Stunde.

## Absturz
Am 9. Jänner 2024 fielen gegen 10.20 Uhr ohne auffälligen Wind oder erhöhten Schneedruck mehrere Bäume auf die Seilbahntrasse. Eine Gondel wurde dabei vom Seil gerissen und stürzte aus etwa acht Meter Höhe ab. Alle vier Insassen wurden schwer verletzt und per Helikopter sowie Tau aus dem unwegsamen Gelände geborgen. Zwei weitere Personen kamen mit leichteren Verletzungen davon.